# Mausoleo dell'arciduca Giovanni
Il mausoleo dell'arciduca Giovanni (in tedesco Mausoleum des Erzherzogs Johann), o cappella di San Giovanni Battista, è un edificio della seconda metà dell'Ottocento situato a Scena, non lontano da Merano.

## Storia

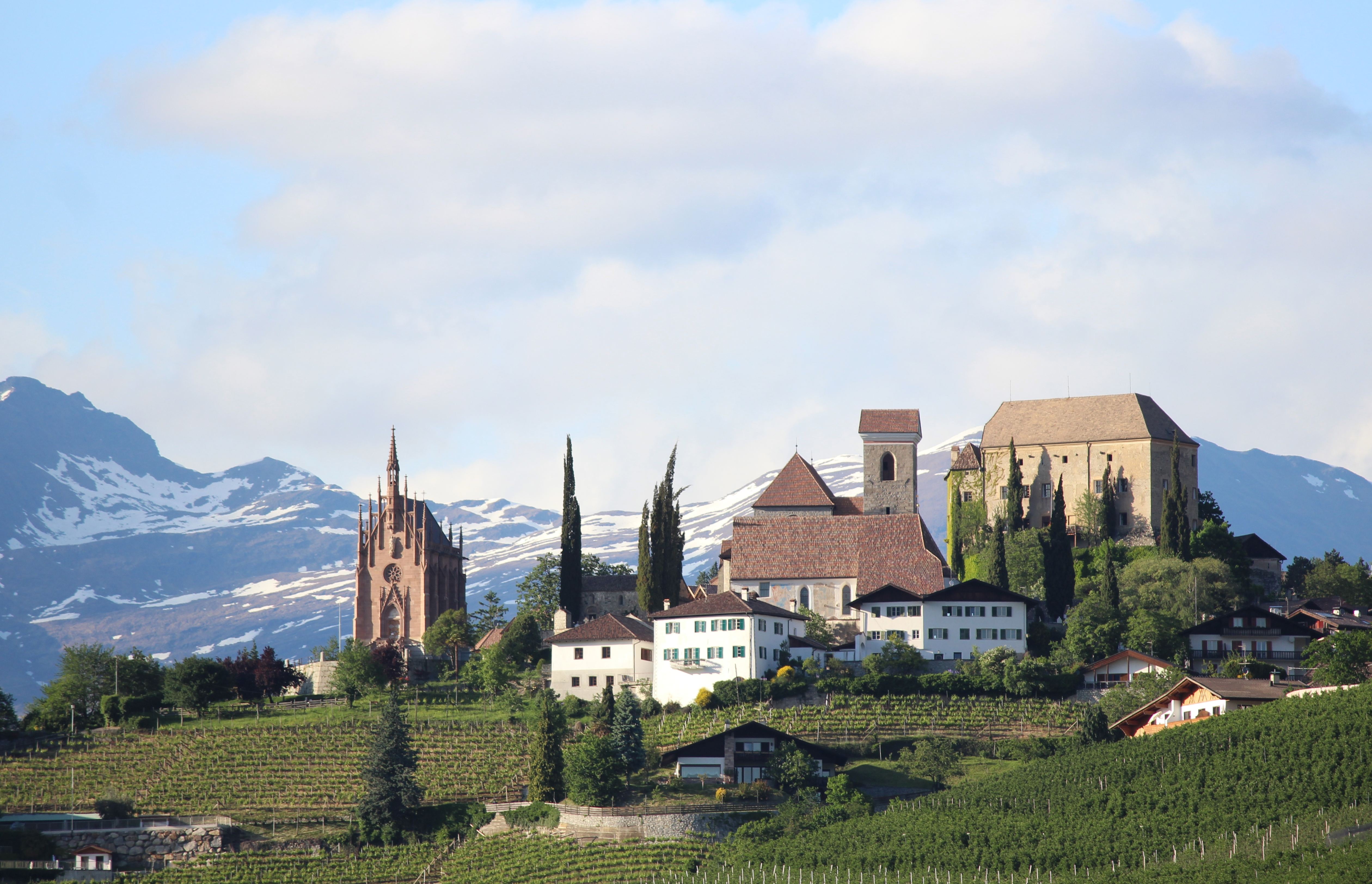
Il sito prescelto per la costruzione del mausoleo: a sinistra la chiesa, a destra il Castello di Scena.

Il mausoleo venne fatto costruire da Franz, conte di Merano, in onore del padre, l'arciduca Giovanni d'Asburgo-Lorena per accogliere le spoglie di tutta la sua famiglia. Suo padre, infatti, ed i suoi eredi, avrebbero potuto essere sepolti di diritto nella Kapuzinergruft di Vienna assieme agli altri membri ed antenati della famiglia imperiale, ma col matrimonio tra Giovanni e l'amata Anna Plochl, una borghese, questi perse tutti i diritti rispetto alla famiglia imperiale austriaca, tra cui quelli di successione ed il diritto di essere sepolto nella cripta imperiale.
Giovanni, morto nel 1859, era stato sepolto in una tomba nel cimitero di Graz dove era deceduto, ma il figlio giudicava tale sepoltura troppo umile per un arciduca d'Austria e per la sua famiglia, e per questo avviò nel decennale della sua scomparsa i lavori per costruire un grande mausoleo in forma di chiesa che potesse commemorarlo e dare sepoltura anche ai suoi discendenti. Il sito prescelto per l'edificazione della cappella fu nei pressi del cimitero della chiesa parrocchiale dell'Assunta a Scena, comune dal 1919 in territorio italiano non lontano da Merano, prescelto in quanto non distante dal Castello di Scena dove la famiglia dell'arciduca viveva abitualmente. Il progetto dell'edificio, redatto dall'architetto viennese Moritz Wappler, venne terminato ufficialmente nel 1873.

## La struttura

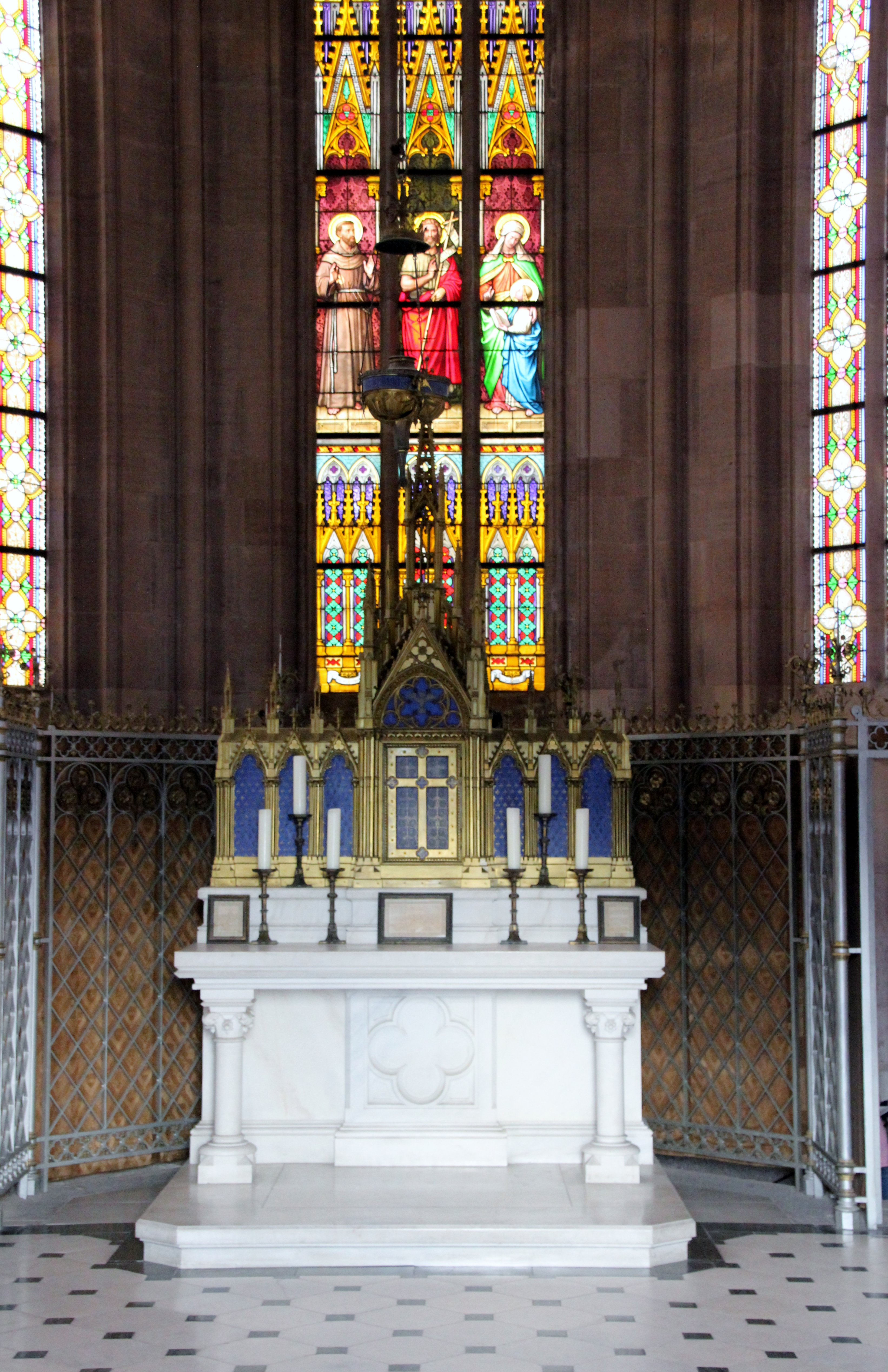
L'altare maggiore del mausoleo

La chiesa è realizzata principalmente con l'uso di granito ed arenaria con forme tipicamente neogotiche, slanciate verso l'alto con guglie, doccioni e pinnacoli. L'ingresso è separato dal resto del camposanto da una breve scalinata che conduce al portale strombato della chiesa, sopra il quale si trova un grande rosone sovrastato dalla grande statua di un angelo in preghiera, il tutto completato sul pinnacolo dalla guglia maggiore presente in facciata. Le pareti laterali sono interrotte su ciascun lato da tre bifore alte e strette che, con grandi vetrate, danno luce al complesso interno.
L'interno la chiesa presenta una volta a vela completata da una volta a ventaglio verso l'abside. L'altare maggiore, realizzato in marmo bianco di Carrara, è anch'esso di stile neogotico ed è sovrastato da una grande vetrata a colori rappresentante San Giovanni Battista (al centro, santo patrono dell'arciduca) con a sinistra San Francesco d'Assisi (patrono del conte di Merano) ed a destra Sant'Anna (patrona della moglie dell'arciduca). Nella cripta sotterranea trovano ancora oggi sepoltura l'arciduca Giovanni, sua moglie Anna Plochl, l'unico figlio nato dalla coppia, Franz von Meran, e la moglie di quest'ultimo, la contessa Theresia von Lamberg.